# Камышлинский сельсовет
Камышлинский сельсовет — муниципальное образование в Кармаскалинском районе Башкортостана. 
Административный центр — село Камышлинка.

## История
Согласно «Закону о границах, статусе и административных центрах муниципальных образований в Республике Башкортостан» имеет статус сельского поселения.

## Население
| 2002  | 2009  | 2010  | 2012  | 2013  | 2014  | 2015  |
| ----- | ----- | ----- | ----- | ----- | ----- | ----- |
| 1718  | ↘1484 | ↗1493 | ↘1456 | ↘1450 | ↗1453 | ↘1414 |
| 2016  | 2017  | 2018  |       |       |       |       |
| ↘1405 | ↗1409 | ↘1388 |       |       |       |       |

## Состав сельского поселения
| № | Населённый пункт | Тип населённого пункта       | Население |
| - | ---------------- | ---------------------------- | --------- |
| 1 | Камышлинка       | село, административный центр | ↘417      |
| 2 | Нижний Тюкунь    | деревня                      | ↘297      |
| 3 | Малаево          | деревня                      | ↘265      |
| 4 | Верхний Тюкунь   | деревня                      | ↗240      |
| 5 | Александровка    | село                         | ↗188      |
| 6 | Каракуль         | деревня                      | ↗55       |
| 7 | Новопетровка     | деревня                      | ↗31       |

## Исполнительная власть
Администрация сельского поселения Камышлинский сельсовет: Россия, 453024, Башкортостан, Кармаскалинский район, с. Камышлинка, Шоссейная ул., д. 17.